# Herzogtum Aumale

Provinzen Frankreichs (1477). Die Grafschaft Aumale im Norden, südlich der Picardie.

Die Grafschaft Aumale, später Herzogtum Aumale, lag in der Normandie westlich von Amiens.

## Herren von Aumale
- Guérinfrid, Sire d’Aumale, um 1035
- Enguerrand, † 1053, Graf von Montreuil, Sire d’Aumale, Guérinfrids Schwiegersohn (Haus Ponthieu)

## Grafen von Aumale
- Adelaide de Normandie, 1081/1084 Comtesse d’Aumale, † vor 1090, Enguerrands Witwe, Schwester Wilhelm des Eroberers (Rolloniden)
- Lambert von Lens, † 1054, 2. Ehemann Adelaides, Sohn des Grafen Eustach I. von Boulogne
- Odo von Champagne, † 1096, 3. Ehemann Adelaides, Sohn des Grafen Stephan I. von Champagne, bekam Aumale und Holderness in England zugesprochen, nachdem er als Graf von Champagne vertrieben worden war (Haus Blois)
- Stephan († 1127) dessen Sohn
- Wilhelm († 1179) dessen Sohn, 1138 Earl of York
- Havide, † 1214, verliert Aumale 1196 durch Konfiskation, heiratete
  1. ⚭ 1180 William de Mandeville, 3. Earl of Essex, † 1189, Graf von Aumale 1180–89 (Haus Mandeville)
  2. ⚭ 1190 Guillaume de Forz, † 1195, Graf von Aumale 1190–95
  3. ⚭ 1196 Baudouin de Béthune, † 1211, Graf von Aumale 1196 (Haus Béthune)

- Simon von Dammartin († 1239) wird 1200 mit Aumale belehnt ⚭ Maria, Gräfin von Ponthieu 1225–1251 (Haus Montgommery)
- Philipp Hurepel († 1234), 1216 Graf von Clermont-en-Beauvaisis und Aumale, Schwiegersohn des Grafen Rainald von Dammartin
- Alberich († nach 1284), dessen Sohn, Graf von Dammartin, 1234 Graf von Clermont-en-Beauvaisis und Aumale, verzichtet zugunsten seiner Schwester
- Johanna († 1252) dessen Schwester, Gräfin von Clermont-en-Beauvaisis und Aumale
- Johanna von Dammartin († 1279), Tochter Simon von Dammartins und Maria von Ponthieus, Gräfin von Aumale und Ponthieu, ⚭ Ferdinand III. König von Kastilien († 1252)
- Ferdinand von Kastilien († 1260) Sohn der vorigen, Graf von Aumale
- Johann I. († 1302) dessen Sohn
- Johann II. († 1342) dessen Sohn
- Blanche, Grafin von Aumale 1342–1387, dessen Tochter ⚭ Johann V. Graf von Harcourt († 1355)
- Johann VI. von Harcourt, Graf von Aumale 1387 bis 1389, Sohn der vorigen
- Johann VII. von Harcourt, Graf von Aumale († 18. Dezember 1452) dessen Sohn
- Maria von Harcourt, Gräfin von Aumale 1452–1476 ⚭ Anton von Lothringen, Graf von Vaudémont († 1447)

- Friedrich VI. von Vaudémont († 1470), Sohn der vorigen, Erbgraf von Aumale
- René II. (1451–1508) dessen Sohn, Herzog von Lothringen, Bar, Graf von Aumale etc. 1476
- Claude de Lorraine, duc de Guise (1496–1550), dessen Sohn, Graf von Aumale, Harcourt etc.

Am 1. Juli 1547 wurde die Grafschaft Aumale zum Herzogtum erhoben.

## Herzöge von Aumale

### Haus Guise
- Claude de Lorraine (1496–1550), Herzog von Guise
- François de Lorraine (1519–1563), dessen Sohn
- Claude de Lorraine (1526–1573), dessen Bruder
- Charles de Lorraine (1556–1631), 1595 geächtet
- Anne de Lorraine (1600–1638), dessen Tochter

### Haus Savoyen
- Henri I. de Savoie (1572–1632), Herzog von Nemours, 1631 Herzog von Aumale (uxor nomine), deren Ehemann
- Louis de Savoie (1615–1641), Herzog von Nemours, 1632 Herzog von Aumale, deren Sohn
- Karl Amadeus von Savoyen (1624–1652), Herzog von Nemours, 1643 Herzog von Aumale, dessen Bruder
- Henri II. de Savoie (1625–1659), Erzbischof von Reims, Herzog von Nemours, dessen Bruder
- Marie Jeanne Baptiste de Savoie (1644–1724), Tochter von Charles Amédée de Savoie, Regentin von Savoyen, verkauft Aumale an ihren Nachfolger

### Bourbonen
- Louis Auguste I. de Bourbon, duc du Maine (1670–1736), 1786 Herzog von Aumale
- Charles de Bourbon (1704–1708), dessen Sohn, genannt Herzog von Aumale
- Louis Charles de Bourbon (1701–1775), dessen Bruder
- Louis Jean Marie de Bourbon (1725–1793), Herzog von Penthièvre
- Louise Marie Adélaïde de Bourbon-Penthièvre (1753–1821), dessen Tochter; ⚭ Louis-Philippe II. Joseph de Bourbon, duc d’Orléans
- Louis-Philippe de Bourbon (1773–1850), deren Sohn, erbte 1821 Aumale, trug den Titel jedoch nicht, so dass König Ludwig XVIII. ihn 1822 an den neugeborenen Sohn Louis-Philippes weitergab
- Henri d’Orléans (1822–1897), dessen Sohn

## Haus Orléans
- Henri d’Orléans (1822–1897), Sohn des Bürgerkönigs Louis-Philippe